# Gymnosteris
Gymnosteris es un género con siete especies de plantas con flores perteneciente a la familia Polemoniaceae. 

## Especies seleccionadas
- Gymnosteris leibergii
- Gymnosteris minuscula
- Gymnosteris nudicaulis
- Gymnosteris parvula
- Gymnosteris pulchella
- Gymnosteris rudbergii
- Gymnosteris rydbergii

- Datos: Q5625102
- Multimedia: Gymnosteris / Q5625102
- Especies: Gymnosteris